# Gabriele Giolito de' Ferrari

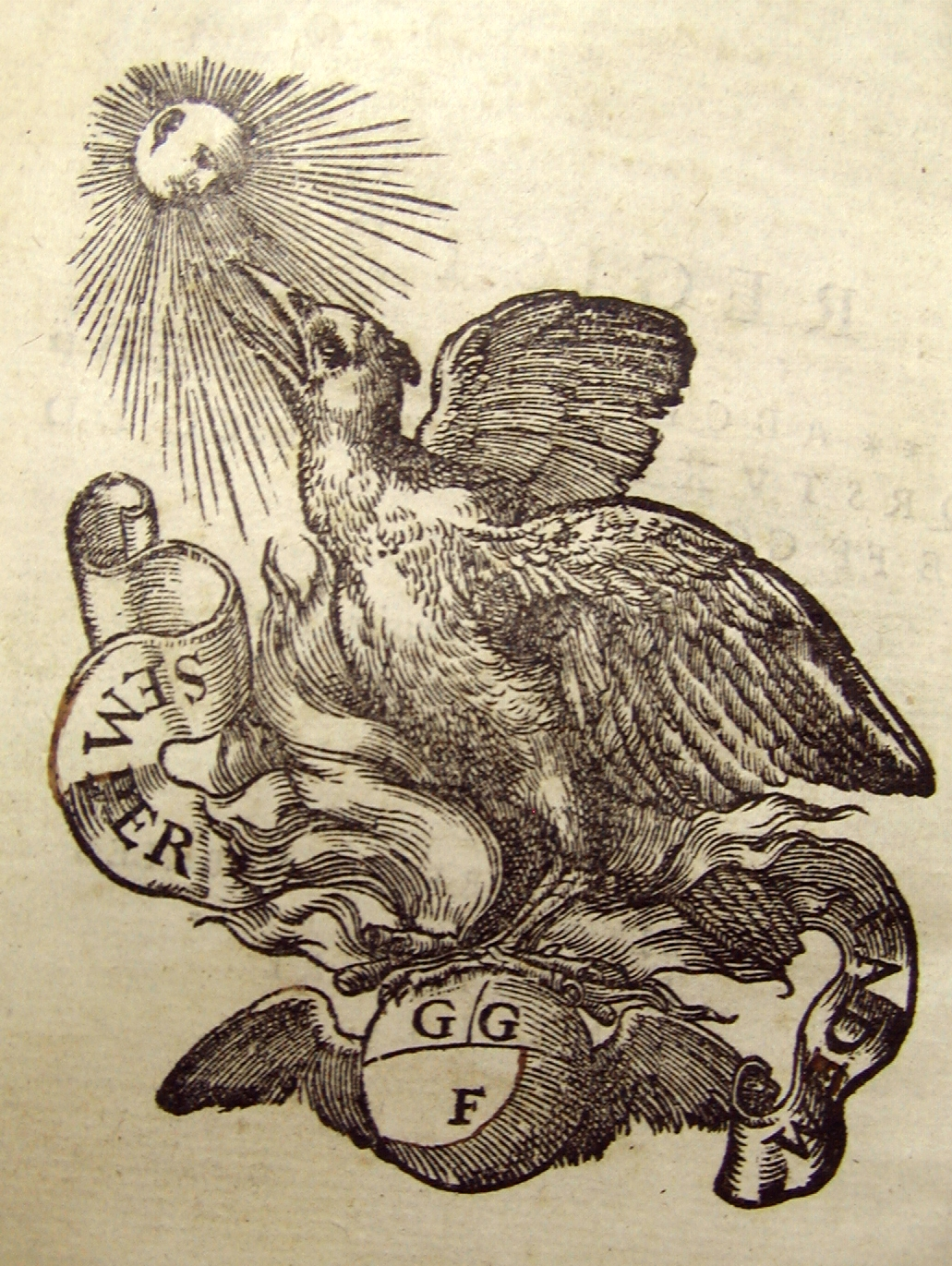
Ex libris del impresor Gabriele Giolito de 'Ferrari ('GGF'), 1552, con el Fénix surgiendo de las cenizas y el lema en latín Semper eadem ('Siempre el mismo').

Gabriele Giolito de 'Ferrari (Trino, c. 1508 - Venecia, 1578) fue un impresor y editor italiano del siglo XVI que estuvo activo en Venecia. Es uno de los primeros grandes editores de literatura vernácula en italiano.

## Biografía
Giolito nació en Trino siendo sus padres Giovanni el Viejo y Guglielmina Borgominieri. En 1523 estableció con su padre la Librería della Fenice (literalmente, Librería del Fénix), una imprenta y librería en el distrito de Rialto de Venecia, en ese momento un importante centro europeo del nuevo arte de la impresión. 
Cuando su padre se mudó a Turín, Gabriele dirigió el negocio de impresión, inicialmente con sus hermanos y posteriormente, con una autonomía cada vez mayor,  desarrolla su negocio adquiriendo tiendas en Nápoles, Bolonia y Ferrara.
Se casó con Lucrezia Bin en 1544 y con ella tuvo doce hijos. Murió en Venecia en 1578. La impresión fue continuada por sus hijos, Giovanni el Joven y Giovanni Paolo, quienes continuaron publicando hasta 1606.

## Publicaciones
Gabriele Giolito publicó una mezcla de clásicos del Renacimiento y nuevos autores. Publicó obras en lingua volgare, o italiano vernáculo, en lugar de en latín, griego y otros idiomas no familiares a los habitantes de la ciudad.
Sus trabajos de impresión, comenzando en 1545, publicaron las influyentes colecciones de poesía lírica tituladas Rima diversa, conocida hoy como Antologías de Giolito. Le siguieron ocho antologías, no todas publicadas por Giolito. Los poemas de estas antologías, especialmente de las dos primeras, habrían servido de modelo al poeta francés Joachim du Bellay.
Giolito también fue famoso por su edición de 1555 de la Commedia de Dante Alighieri, editada por Ludovico Dolce y publicada por primera vez con el título de Divina Commedia. Dolce sería contratado como escritor profesional para escribir, traducir y preparar textos que debían imprimirse posteriormente.
Fue el primer impresor en crear una colección editorial, la Collana historica, editada por Tommaso Porcacchi de 1563 a 1585, que comprende en doce "anillos" y "joyas", obras 'vulgarizadas' de historiadores griegos (el último autor, Flavio Josefo, fue publicado después de su muerte). El proyecto de una subcolección de historiadores latinos, también vulgarizados, nunca llegó a buen fin, incluso aunque algunas traducciones ya estaban en forma de manuscritos listos para imprimir.
Giolito conocido por sus marcas ex libris que caracterizaron sus impresiones, representadas frecuentemente con un fénix que emerge de las llamas, en la parte superior de un globo con sus iniciales G.G.F.

## Galería de marcas tipográficas

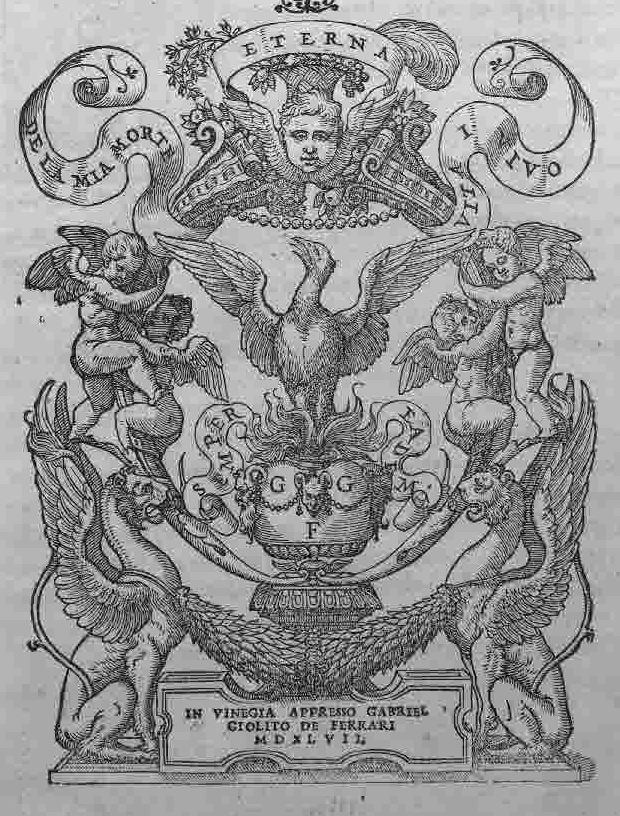
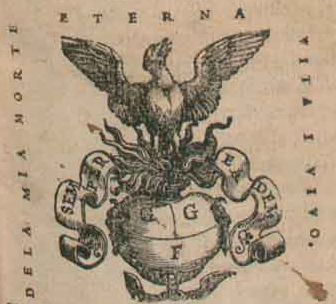
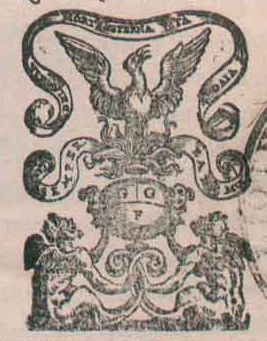